# Гордійчук Микола Володимирович
Микола Володимирович Гордійчук (нар. 1983) — український спортсмен-важкоатлет; Майстер спорту України (1998), майстер спорту України міжнародного класу (2003).

## Біографія
Народився 2 листопада 1983 року в місті Здолбунів Рівненської області Української РСР в сім'ї тренера з важкої атлетики Володимира Гордійчука.
Батько став також першим тренером Миколи. Виступав за спортивні товариства «Колос» і «Динамо». Також тренувався під керівництвом іншого українського тренера — Миколи Авраменка. Закінчив Рівненський державний гуманітарний університет.
У 2004 році став чемпіоном Європи в ривку в ваговій категорії до 105 кг. Був учасником Олімпійських ігор в Афінах у 2004 році (десяте місце в категорії до 105 кг). У 2011 році він завоював срібну медаль у цій же ваговій категорії на XXVI Всесвітній універсіаді, яка проходила в китайському місті Шеньчжень.